# Südlicher Tourenweg
Der Südliche Tourenweg ist ein ausgeschilderter Wanderweg durch das Osnabrücker Hügelland in Niedersachsen. Er ist als Südvariante des Wittekindswegs konzipiert. Der Tourenweg wird vom Wiehengebirgsverband Weser-Ems betreut. Der Weg ist vereinzelt auch unter der alternativen bzw. älteren Bezeichnung Dr.-Erich-Gaertner-Weg bekannt.

## Markierung
Sein Verlauf ist mit einem weißen Kreuz ( + ) fast durchgängig gekennzeichnet. Das letzte Stück zwischen Nette und Osnabrücker Altstadt wird durch die rot-weißen Balken des Wittekindswegs () und dem Wegzeichen des E11 () markiert.

## Verlauf

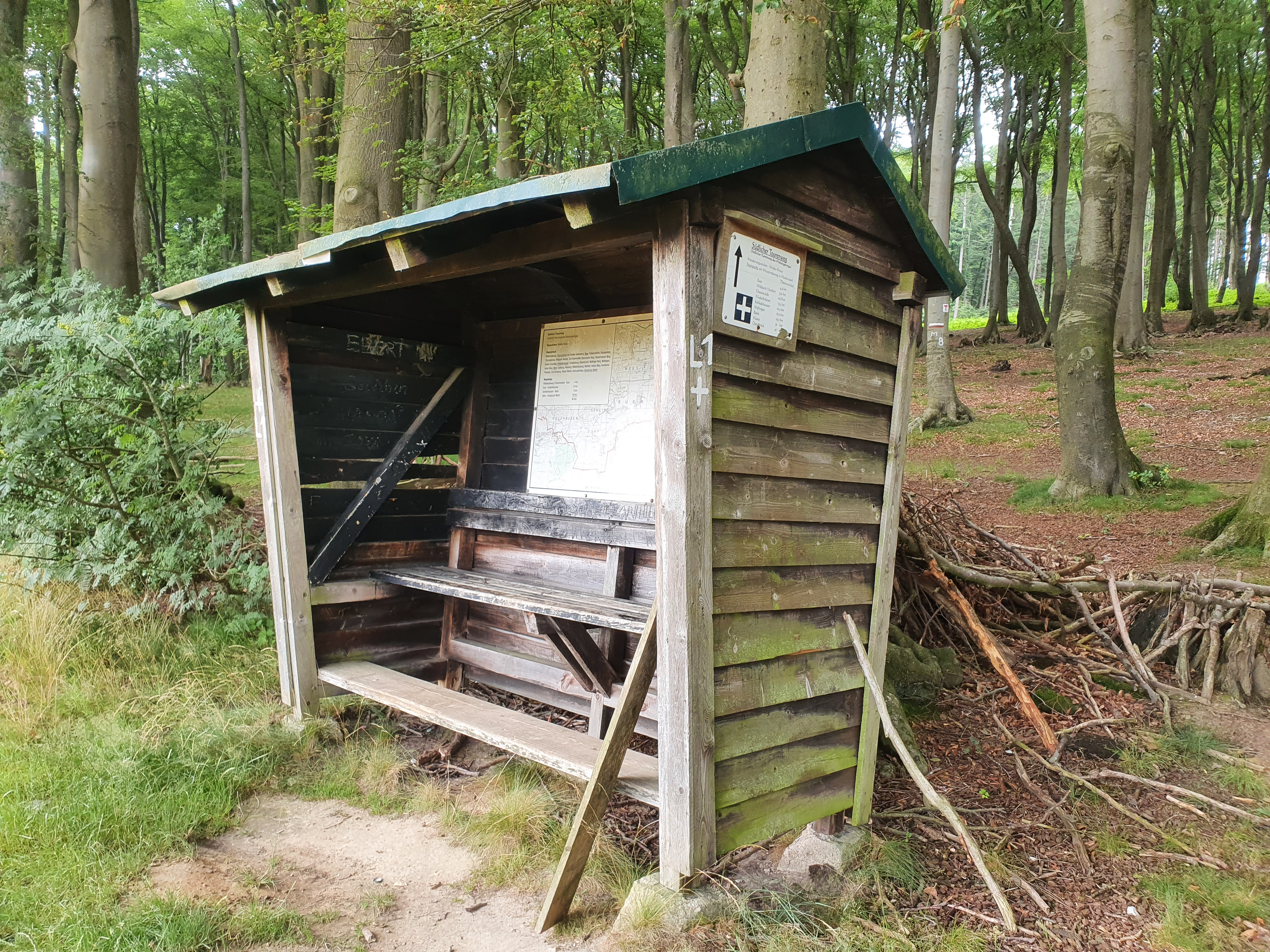
Startpunkt am Thörenwinkel

Auf gut 49 km und durch hügeliges Gelände südlich des Wiehengebirges (rund 650 Höhenmeter) führt der Tourenweg vom Thörenwinkel am Großen Kellenberg bis zum Osnabrücker Rathaus im Westen. Vom Thörenwinkel zweigt der Weg vom Wittekindsweg (Markierung: ) ab und führt in südwestlicher Richtung nach Buer. Die höchsten Wegpunkte werden mit Höhenlage von etwas über 220 m ü. NHN in den Meller Bergen hinter Buer erreicht. Beim Gut Ostenwalde kreuzt der Ems-Hase-Hunte-Else-Weg ( ● , 174 km). Durch waldreiches Gebiet führt der Weg weiter nach Schledehausen und Belm. Zwischen Belm und Rulle werden der Tourenweg und DiVa Walk (, 105 km) weitgehend auf identischen Wegen geführt. Südlich Rulle kreuzen sich Tourenweg und Wittekindsweg. Während der Wittekindsweg flach durch das Nettetal verläuft, führt der Tourenweg über den Haster Berg Richtung Hafen Osnabrück am Stichkanal Osnabrück. An der Nette südlich des Hafens vereinigen sich die beiden Wege wieder und laufen gemeinsam zum historischen Osnabrücker Marktplatz.
Am Weg gibt es eine Reihe von Sehenswürdigkeiten: die St.-Martini-Kirche im historischen Kern von Buer, der Klimaturm und die Diedrichsburg in den Meller Bergen, das Gut Ostenwalde, die Volkssternwarte Melle, die Schelenburg, die Wittekindsburg oberhalb der Nette, die Karlsteine, das Gut Honeburg, die Gertrudenberger Höhlen, das Kloster Gertrudenberg, das Rathaus in Osnabrück und der Osnabrücker Dom.